# Fusta per a la construcció
La fusta per a la construcció és la fusta que s'ha processat en bigues i taulons, una etapa en el procés de producció de fusta. La fusta s'utilitza principalment amb finalitats estructurals, però també té molts altres usos.
La fusta es pot subministrar tant en brut, com en superfície en una o més de les seves cares. A més de la fusta per pasta, la fusta en brut és la matèria primera per a la fabricació de mobles i la fabricació d'altres articles que requereixen tallar i donar forma. Està disponible en moltes espècies, incloses fustes dures i toves, com el pi blanc i el pi roig, a causa del seu baix cost.
La fusta acabada es subministra en mides estàndard, principalment per a la indústria de la construcció, principalment fusta tova, d'espècies de coníferes, com ara pi, avet i avet (col·lectivament avet-pi-avet), cedre i cicuta, però també alguna fusta dura, per a alta qualitat. paviments. Es fa més comunament amb fusta tova que no pas dura, i el 80% de la fusta prové de fusta tova.

## Tallat i assecat de la fusta

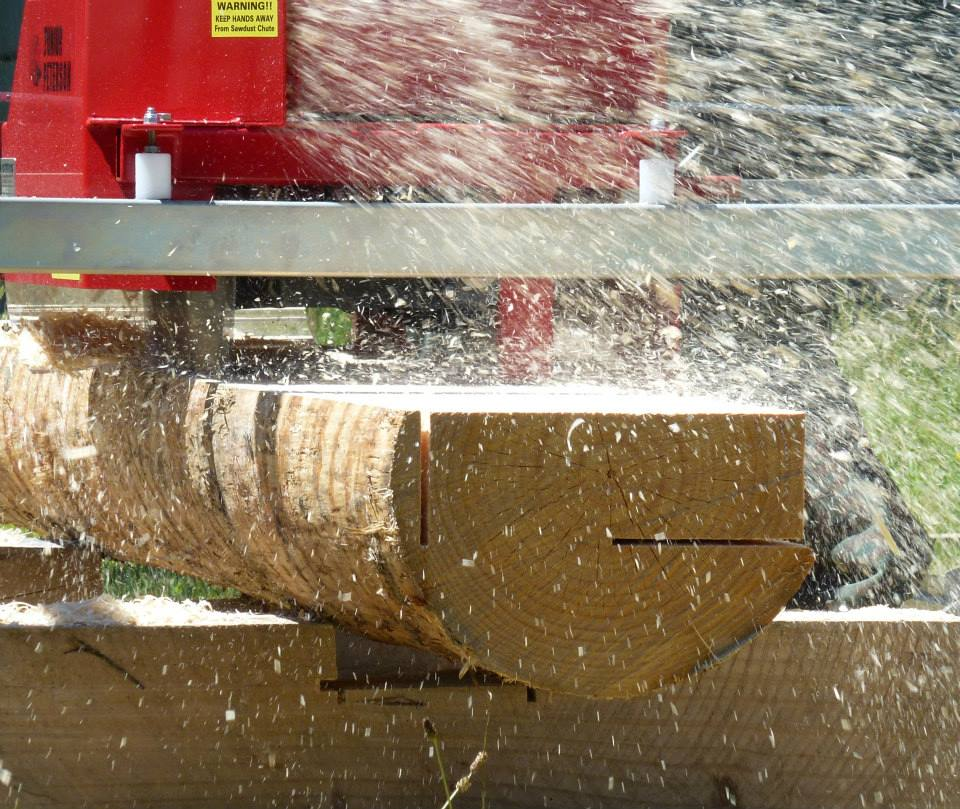
Tronc de fusta sent tallada en una serradora

Un cop tallat el tronc, es du a la serradora, on es procedeix al serrat del tronc amb elements lineals o superficials. Com els troncs no son totalment homogenis, es poden tallar en diferents elements, per garantir el correcte funcionament de les peces i controlar la seva deformabilitat. Un cop tallada s'ha de realitzar el correcte assecatge.

### Assecatge natural
L'assecatge natural, és un procediment tradicional pel què es col·loquen els elements de fusta en piles separades entre elles i del sòl i protegides de la pluja, amb separadors entre ells perquè corri l'aire i afavorir-ne el procés. És un sistema molt lent d'assecatge deixant de ser rendible amb una producció dinàmica de serradora.

### Assecatge per immersió
L'assecatge artificial per immersió consisteix en retirar la saba del tronc per generar un procés més ràpid d'assecatge.

### Assecatge al buit
L'Assecatge artificial al buit es du a terme col·locant la fusta en unes màquines on se li aplica el buit. Aquest procediment limita els gradients d'humitat entre exterior i interior de la peça, elimina el risc de fissures, enfonsament o alteració de color, i es fa en una maquinària de fàcil utilització i manteniment.

### Assecatge per vaporització
L'assecatge per vaporització consisteix en sotmetre les fustes un primera etapa amb vapor a 80-100 °C, i una segona amb vapor de quitrà per impermeabilitzar-lo, així s'aconsegueixen uns assecatges d'alta qualitat fent que la fusta perdi fins al 25% del seu pes en aigua.

### Assecatge per bomba de calor
L'assecatge per bomba de calor és un procediment mixt d'assecatges naturals i artificials, amb un primer assecatge natural fins a aconseguir eliminar el 20-25% de la humitat i seguir amb una bomba de calor en un circuit tancat d'aire, sense aportació d'aire exterior per augmentar l'assecat de la peça.

## Treball de la fusta
Des de l'arbre acabat de tallar fins a la peça final, fora d'alguns casos senzills, hi ha moltes operacions realitzades per artesans o professionals. Un cop l'arbre està serrat en peces diverses, la fabricació de conjunts acabats implica la fabricació prèvia de peces soltes (la pota d'una cadira, el batedor d'un violí, el diapasó d'una guitarra, el raig d'una roda de carro, la doga d'una bóta…). Cada peça separada pot exigir serrar, regruixar, ribotar, foradar, fresar, fregar, polir, fer traus quadrats, i fer encaixos diversos. Per al muntatge de conjunts cal encolar, unir amb clavilles de fusta, unir amb claus, unir amb cargols, unir amb peces especials. Els treballs d'acabat inclouen l'envernissat i pintat.

## Fustes resistents
Les fustes resistents es defineixen a partir de tres mètodes de classificació diferents, la classificació visual, la classificació mecànica i la classificació acústica.
La classificació visual és el mètode més utilitzat de tots i consisteix en classificar els elements segons unes classes de qualitats visuals, a partir de la limitació la quantitat de nusos, desviacions de fibra, esquerdes, anells de creixement, bosses de resina. Els sistemes automatitzats escanegen les peces per determinar els defectes superficials, un procediment molt mes ràpid el procés tradicional.
El mòdul d'elasticitat defineix la classe resistent mecànica de l'element. En la industria es realitzen assajos mecànics no destructius.
La classificació acústica determina el mòdul de elasticitat dinàmic de la fusta, que s'obté registrant de l'element una freqüència pròpia de vibració i aplicant un càlcul amb la seva densitat.

## Corbament de peces rectes o planes de fusta

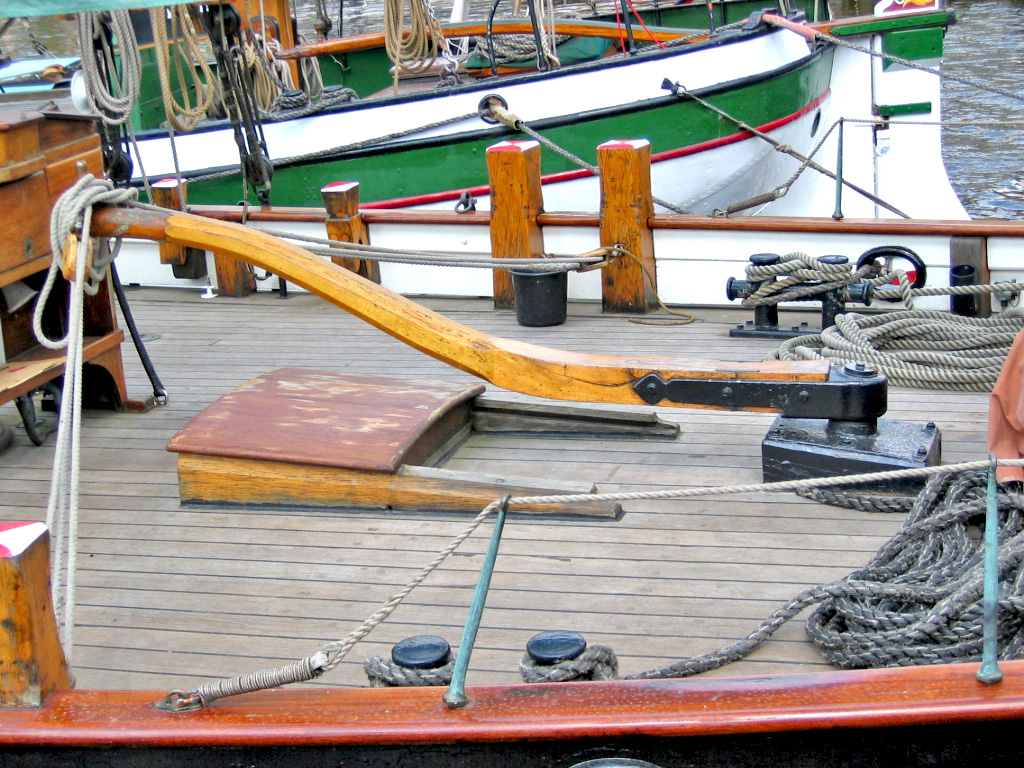
Arjau o canya de timó. En aquest cas es tracta d'una peça de fusta corbada, probablement construïda per deformació d'una peça de fusta recta.

Hi ha peces de fusta que, aïllades o integrades en un conjunt, cal que tinguin una forma corbada. Aquestes peces corbades es poden fer a partir de peces rectes sotmetent-les a una operació de corbament permanent. El sistema de tallar la part sobrera d'una peça massissa i més gran és molt laboriós i talla la fibra longitudinal de la fusta.
Bàsicament hi ha tres procediments per a corbar fusta de forma permanent: escalfant la peça “en sec” (amb la peça seca de debò o prèviament remullada), escalfant la peça en una cambra o estuba de vapor o en fred per mitjans químics (tractament amb amoníac, tractament amb àlcalis).

## Fusta laminada encreuada
La fusta laminada encreuada (FLX) és un tauler estructural de fusta format per capes de posts o de taulons de fusta massissa disposades en un mateix sentit, que posteriorment se superposen i s'encolen de manera perpendicular a un altre capa de posts. Fins fa poc la fusta laminada encreuada era feta principalment amb fusta i adhesius derivats del petroli, ara es desenvolupen nous adhesius naturals amb menor impacte ambiental per fer-ne un material de construcció encara més sostenible.

## Fusta laminada encolada

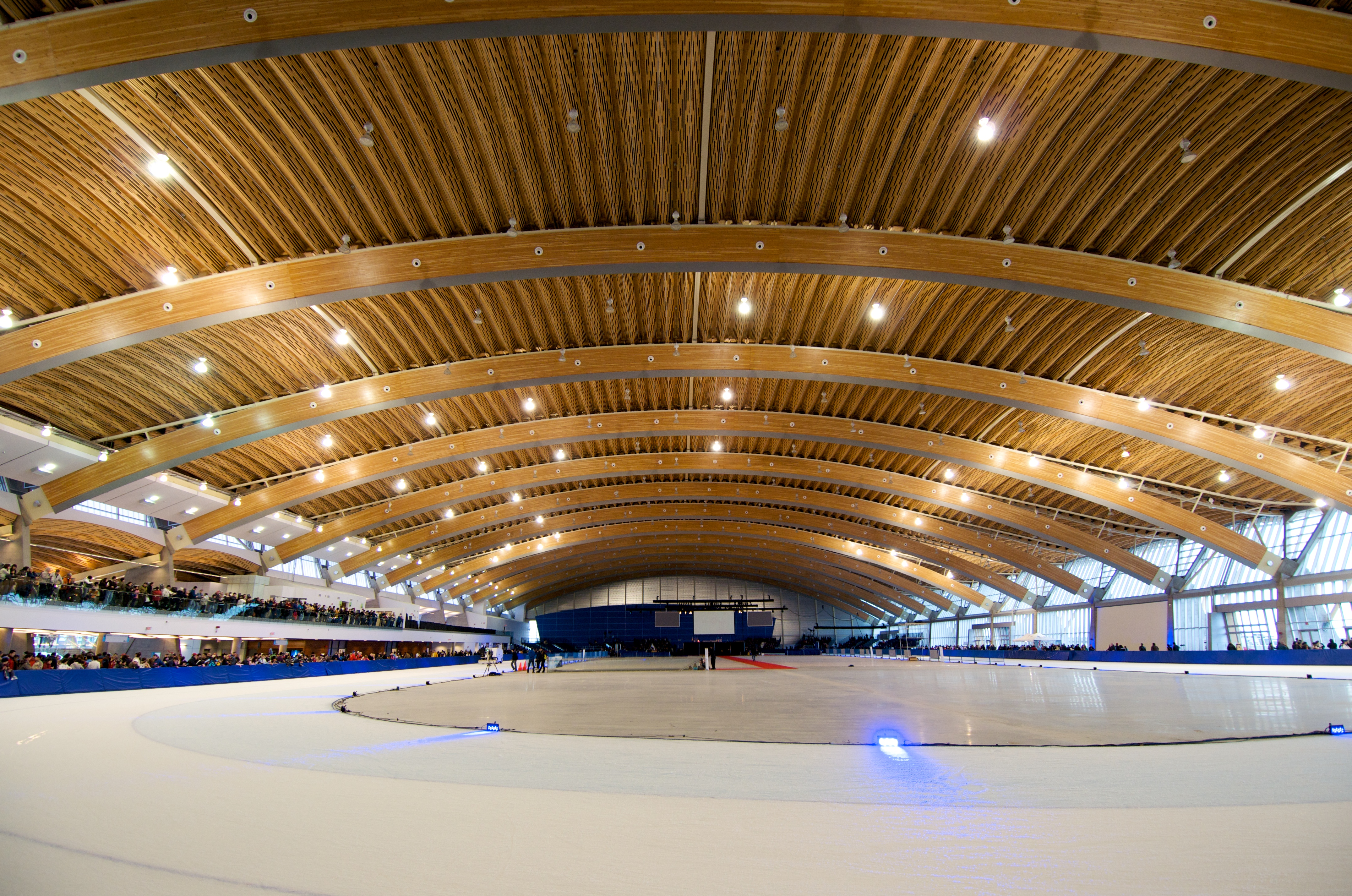
Arcs de fusta de l'estadi de Richmond a la Colúmbia Britànica (Canadà)

La fusta laminada encolada (FLE), utilitzada per fer bigues estructurals mitjançant l'encolatge d'un cert nombre de làmines de fusta massisa, disposades sempre paral·leles i segons la direcció principal de l'element. És capaç de superar les limitacions dimensionals i resitents de la fusta serrada. Es fa servir per a construir estructures portants d'edificis i ponts. En jugar amb l'orientació de les làmines, es pot evitar l'aparició de clivelles, gemmes i altres deformacions típiques de la fusta serrada tradicional. En comparació amb la fusta de construcció tradicional, te una capacitat de càrrega fins a 50% superior. S'utilitza principalment fusta de picea, avet, pi roig, làrix i avet de Douglas.

## Contraplacat

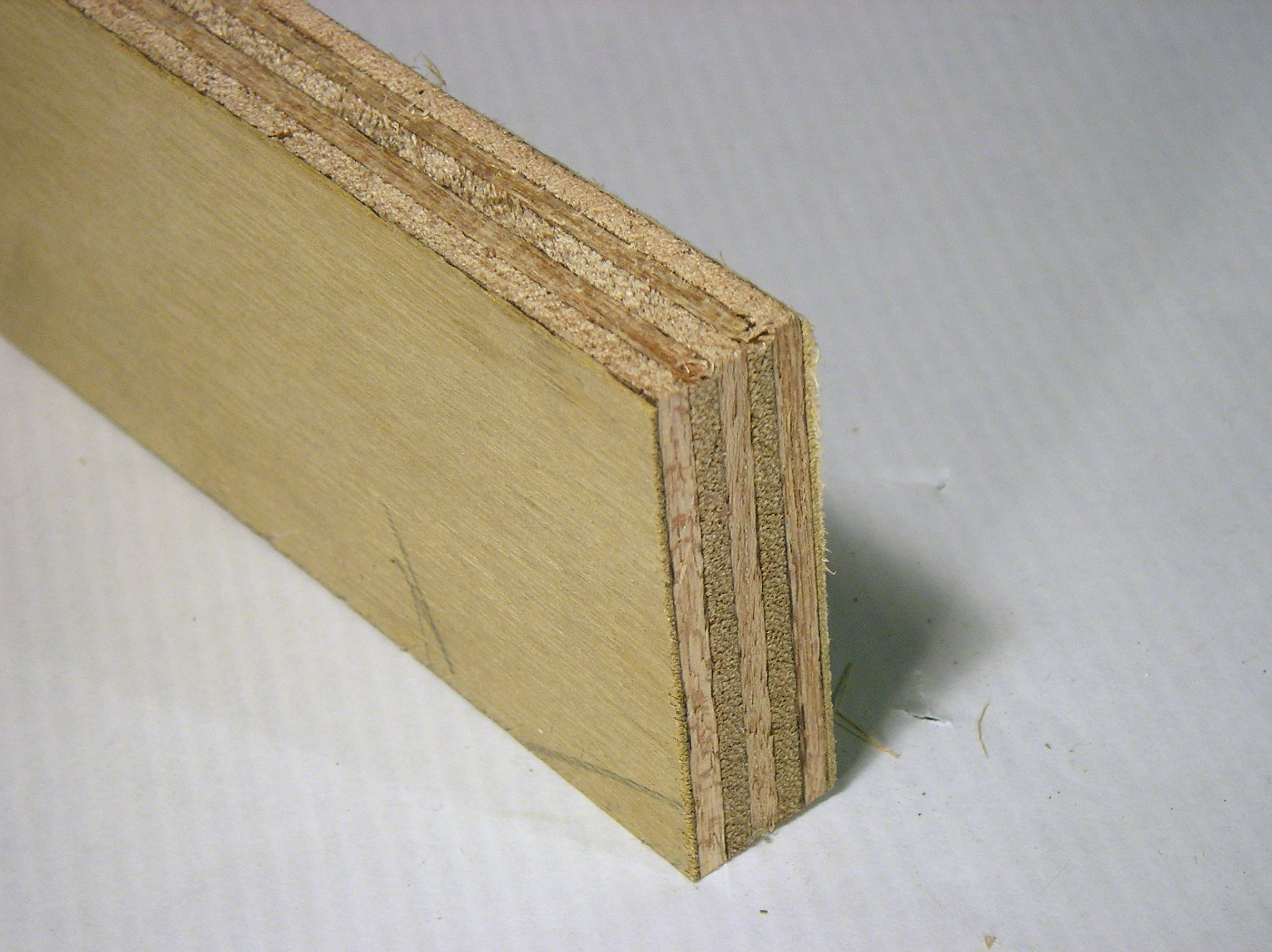
Primer pla d'un llistó de contraplacat

El contraplacat, que té una estructura creuada semblant a la fusta laminada encolada, però molt més prima, que no té cap funció estructural i només es fa servir per fer mobles o parquets.

## Història
La comprensió bàsica de la fusta, o "taulons serrats", va sorgir a l'Amèrica del Nord al segle XVII.
La fusta és el mètode més comú i utilitzat per serrar troncs. La fusta serrada plana es produeix fent el primer tall en una tangent a la circumferència del tronc. A continuació, cada tall addicional es fa paral·lel a l'anterior. Aquest mètode produeix les taules més amples possibles amb la menor quantitat de residus de troncs.
La fabricació de fusta a nivell mundial està determinada per l'estil de construcció preferit; Les zones amb una "cultura de la construcció de fusta" (les cases es van construir amb fusta en lloc d'altres materials com el maó) són els països amb indústries de serradores importants. Les regions històriques de construcció d'habitatges amb estructura de fusta són: Europa, Amèrica del Nord i el Japó. Les diferents zones del món són reconegudes com a importants proveïdors de fusta; no obstant això, aquestes zones (Indonèsia, Sarawak, Nova Guinea, etc.) són exportadores de troncs en brut i no tenen una important indústria productora de fusta nacional.
Les regions de fabricació de fusta més grans del món són: Xina (18%); Estats Units (17%); Canadà (10%); Rússia (9%); Alemanya (5%); Suècia (4%).
En els primers períodes de la societat, per fer fusta per a la construcció, els troncs dels arbres es partien amb falques en tantes i tan fines com fos possible. Si calia tenir-los encara més prims, es tallaven, amb algun instrument afilat, a banda i banda, a la mida adequada. Aquesta manera senzilla, però malbaratadora de fer taulers encara es manté en alguns llocs.
En cas contrari, els troncs es serraven amb una serra de fusta per a dues persones, o una serra de fossa, utilitzant blocs de muntatge per subjectar el tronc, i una fossa per al treballador que treballava a continuació.
El 1420 es va descobrir l'illa de Madeira – , un arxipèlag format per quatre illes de la costa nord-oest d'Àfrica i una regió autònoma de Portugal – . El rei Enric VI va enviar colons a Madeira i els colons van començar a netejar les grans extensions de bosc per tal de fer cultius. Els arbres talats es convertien en taulons per molins d'aigua i la fusta (cedre i teix) s'enviava a Portugal i Espanya. Cap al 1427 es va construir la primera serradora d'Alemanya.
Cornelis Corneliszoon (o Krelis Lootjes) va ser un propietari d'un molí de vent holandès de Uitgeest que va inventar la primera serradora mecànica, que funcionava amb energia eòlica, el 15 de desembre de 1593. Això va fer la conversió de fusta de tronc en taulons 30 vegades més ràpid que abans.
La serra circular, tal com s'utilitza a les serradores modernes, va ser inventada per un anglès anomenat Miller l'any 1777. No va ser, però, fins al segle XIX que es va aplicar generalment, i la seva gran obra pertany a aquesta època. Les primeres dents inseribles per a aquesta serra van ser inventades per W. Kendal, un nord-americà, l'any 1826.
L'explotació forestal a les colònies americanes va començar el 1607 quan els colons de Jamestown van tallar fusta per construir el primer assentament al nou món. La primera serradora d'Amèrica es va construir a les cascades del Piscatauqua, a la línia entre la província de Maine i la província de New Hampshire, el 1634. No obstant això, els registres no autenticats afirmen que ja l'any 1633 diversos molins estaven funcionant a Nova Holanda.
Les colònies americanes van ser essencials per a Anglaterra en el paper de proveïdor de fusta per a la flota britànica. A la dècada de 1790, Nova Anglaterra exportava 36 milions de peus de taules de pi i almenys 300 pals de vaixell a l'any a l'Imperi Britànic. L'oferta de fusta va començar a disminuir a principis del segle XX a causa dels importants volums de collita, per la qual cosa la indústria de la fusta es va veure obligada a buscar-n'he en altres llocs; d'aquí l'expansió a l'oest americà.

## Per a més informació
- Sathre, R; O'Conner, J. A Synthesis of Research on Wood Products and Greenhouse Gas Impacts. 2nd.  FPInnovations, 2010. ISBN 978-0-86488-546-3. Arxivat 2012-03-21 a Wayback Machine.